# Burg Burghausen (Mittelfranken)
Die Burg Burghausen ist eine abgegangene mittelalterliche Wasserburg vom Typus einer Turmhügelburg (Motte) am südlichen Ortsrand nahe dem Altmühlübergang in Burghausen (hinter Haus Nr. 8), einem heutigen Ortsteil der Gemeinde Windelsbach im Landkreis Ansbach in Bayern.
Die hochmittelalterliche Burganlage wird nur ein einziges Mal für das Jahr 1251 in der historischen Überlieferung erwähnt. Als damalige Besitzer der Burg wird das Patriziergeschlecht der Ebner von Eschenbach genannt.
Die Burganlage besteht aus zwei rechteckigen Hügeln, die nur durch einen breiten Sohlgraben voneinander getrennt sind. Die Hauptburg lag sehr wahrscheinlich auf dem westlichen Hügel mit einer Plateaufläche von 20 × 17 m. Dieser ist ungefähr 1 m höher als der östliche, der ein Plateau von 30 × 27 m Größe aufweist. Die gesamte Anlage war von einem bis zu 15 m breiten Wassergraben und einem max. 8 m breiten und 1 m hohen Außenwall umgeben. Der Graben wurde durch Quellen an der Nordseite des Haupthügels gespeist, ein Abfluss ist im Südwesten zur Altmühl hin anzunehmen. Die Erdbrücken zu den Hügeln sind modern. In der Nordwestecke des westlichen Hügels ist ein neuzeitlicher Keller eingetieft. Bei seinem Einbau ist der Besitzer auf die Sandsteine eines Fundaments gestoßen.